# 叠入
叠入是指前一乐思陈述的结束和后一乐思陈述的开始发生在同一小节或同一节拍位置。
参见门德尔松《无言歌》第二十七首的再现部结束与尾声开始的契合处。再现部（第33小节起）发展为4+9的结构，从第40小节起为扩充，而在第45小节叠入进来的部分即为补充，以可称尾声。